# Otostephanos jersabeki
Otostephanos jersabeki is een raderdiertjessoort uit de familie Habrotrochidae. De wetenschappelijke naam van deze soort is voor het eerst geldig gepubliceerd in 1996 door Koste.